# Alejandro Diez
Alejandro Diez (Olavarría, Provincia de Buenos Aires, 21 de febrero de 1987) es un baloncestista argentino que juega habitualmente en la posición de ala pívot. Actualmente es parte de la plantilla de Ferro, equipo de la Liga Nacional de Básquet, máxima división argentina. 

## Trayectoria deportiva
Formado en la cantera de Ferro Carril Sud de Olavarría, fue reclutado siendo un juvenil por Estudiantes, otro club de su ciudad natal. Con él hizo su debut como profesional el 5 de diciembre de 2003 en un encuentro ante Ferro Carril Oeste de Buenos Aires. Al finalizar su tercera temporada con los olavarrienses, tuvo una breve experiencia en el baloncesto profesional paraguayo, jugando para el club asunceno Libertad, que terminó como subcampeón. Retornó al país para incorporarse a Peñarol de Mar del Plata con el fin de disputar la temporada 2006-07 de la LNB. En ese club estuvo finalmente cinco temporadas, siendo partícipe de la conquista de la Liga Nacional de Básquet 2009-10 y de la Liga Nacional de Básquet 2010-11, además de jugar con los planteles que se consagraron campeones de la Liga de las Américas en dos oportunidades.
En 2011 fichó con Boca Juniors, pero, luego de tres años, decidió retornar a Peñarol de Mar del Plata. Jugando con los marplatenses, realizó en 2015 una impresionante canasta sobre la bocina de espaldas al aro que le dio la victoria a su equipo en condición de visitante sobre Obras Basket.
Desvinculado de Peñarol de Mar del Plata en 2018, jugó luego una temporada en Olímpico La Banda y otra en Platense, antes de unirse a Plateros de Fresnillo de la Liga Nacional de Baloncesto Profesional de México en 2020. Sin embargo sólo estuvo un par de meses antes de retornar a su país, fichado por Quimsa de Santiago del Estero.
En agosto de 2021 su sumó a Comunicaciones de Mercedes. Al concluir la temporada, dejó el club para fichar con Regatas Corrientes. Jugó dos temporadas con el equipo, en las cuales los correntinos llegaron hasta los cuartos de final de los playoffs.
Diez se unió a Ferro en agosto de 2024.

### Clubes
- Actualizado hasta el 12 de agosto de 2024.

| Club                     | País      | Año             |
| ------------------------ | --------- | --------------- |
| Estudiantes de Olavarría | Argentina | 2003 - 2006     |
| Libertad                 | Paraguay  | 2006            |
| Peñarol                  | Argentina | 2006 - 2011     |
| Boca Juniors             | Argentina | 2011 - 2014     |
| Peñarol                  | Argentina | 2014 - 2018     |
| Olímpico La Banda        | Argentina | 2018 - 2019     |
| Platense                 | Argentina | 2019 - 2020     |
| Plateros de Fresnillo    | México    | 2020            |
| Quimsa                   | Argentina | 2020 - 2021     |
| Comunicaciones           | Argentina | 2021 - 2022     |
| Regatas Corrientes       | Argentina | 2022 - 2024     |
| Ferro                    | Argentina | 2024 - Presente |

## Selección nacional
Diez disputó dos veces con la selección juvenil de básquet de Argentina el Campeonato Sudamericano de Baloncesto de Cadetes: en 2002 y en 2003. 

## Palmarés

### Campeonatos nacionales
- Actualizado hasta el 27 de febrero de 2022.

| Título                      | Club    | País      | Año         |
| --------------------------- | ------- | --------- | ----------- |
| Campeón Super 8             | Peñarol | Argentina | 2006        |
| Campeón Super 8             | Peñarol | Argentina | 2009        |
| Campeón Super 8             | Peñarol | Argentina | 2009        |
| Campeón LNB 2009-10         | Peñarol | Argentina | 2009 - 2010 |
| Campeón Copa Argentina 2010 | Peñarol | Argentina | 2010        |
| Campeón LNB 2010-11         | Peñarol | Argentina | 2010 - 2011 |

### Campeonatos internacionales
- Actualizado hasta el 30 de abril de 2018.

| Título                  | Club    | País      | Año         |
| ----------------------- | ------- | --------- | ----------- |
| Campeón LDA 2007-08     | Peñarol | Argentina | 2007 - 2008 |
| Campeón LDA 2009-10     | Peñarol | Argentina | 2007 - 2008 |
| Campeón InterLigas 2010 | Peñarol | Argentina | 2010        |

## Vida privada
Diez es primo del también jugador de baloncesto Bruno Sansimoni.